# 下福島村 (岐阜県)
下福島村（しもふくしまむら）は、かつて岐阜県本巣郡に存在した村である。
現在の本巣市（旧・本巣町）下福島に該当する。明治初期に福島村から下福島村に改称しているが、これは当時所属していた大野郡に同名の村（現・揖斐郡揖斐川町福島）と区別するためである。
町村制で下福島村は発足した時は大野郡の村であったが、大野郡の分割により本巣郡の村となっている。

## 歴史
- 1873年（明治6年）6月 - 福島村を下福島村に改称する。
- 1889年（明治22年）7月1日 - 町村制により下福島村が発足。
- 1897年（明治30年）4月1日[2] - 大野郡が揖斐郡と本巣郡に分割。当村は本巣郡の所属となる。
- 1897年（明治30年）4月1日 - 浅木村・海老村・政田村・温井村と合併し弾正村発足。同日下福島村廃止。